# دودلي إفعل الصح
دودلي إفعل الصح (بالإنجليزية: Dudley Do-Right)‏ هو فيلم حركة تم إنتاجه في كندا والولايات المتحدة وصدر في سنة 1999. من بطولة برندان فريزر وسارة جيسيكا باركر وألفريد مولينا.

## الميزانية والإيرادات
بلغت تكلفة إنتاج الفيلم حوالي 70 مليون دولار بينما حقق أرباحا تقدر بـ 9974410 دولار.

## وصلات خارجية
- دودلي إفعل الصح على موقع IMDb (الإنجليزية)
- دودلي إفعل الصح على موقع ميتاكريتيك (الإنجليزية)
- دودلي إفعل الصح على موقع روتن توميتوز (الإنجليزية)
- دودلي إفعل الصح على موقع نتفليكس (الإنجليزية)
- دودلي إفعل الصح على موقع ألو سيني (الفرنسية)
- دودلي إفعل الصح على موقع Turner Classic Movies (الإنجليزية)
- دودلي إفعل الصح على موقع أول موفي (الإنجليزية)
- دودلي إفعل الصح على موقع بوكس أوفيس موجو (الإنجليزية)
- دودلي إفعل الصح على موقع فيلمافينيتي (الإسبانية)
- دودلي إفعل الصح على موقع قاعدة بيانات الفيلم (الإنجليزية)